# Tobleronius orientalis
Tobleronius orientalis – gatunek błonkówki z rodziny męczelkowatych, jedyny przedstawiciel rodzaju Tobleronius (choć w zbiorach entomologicznych może znajdować się co najmniej jeden nieopisany gatunek). 

## Zasięg występowania
Gatunek notowany w Tajlandii i Wietnamie.

## Biologia i ekologia
Żywiciele tego gatunku nie są znani.